# Уве Тімм
Уве Тімм (нім. Uwe Timm) — німецький письменник, сценарист.

## Біографія

### Ранні роки
Народився 30 березня 1940 року у Гамбурзі. Початкову школу закінчив у 1963 році, паралельно здобувши освіту кушніра. Після смерті батька протягом трьох років керував хутряним бізнесом.
Продовжуючи навчання, у 1970–1972 роках вивчав соціологію та економіку у Мюнхені, у 1971 році здобув ступінь доктора філософії.
У період 1971–1972 років був співредактором журналу Literarische Hefte.
З 1972 по 1982 рік працював редактором проєкту AutorenEdition видавництва Bertelsmann.

### Літературна діяльність
У. Тімм почав друкувати свої твори на початку 1970-х. Його творчість має своїм корінням протестний рух 1968 року, а романи та оповідання базуються на власному досвіді в повоєнній Німеччині. У багатьох творах У. Тімм висвітлює проблеми студентського руху, колоніальної війни та структури влади.
Крім того, У. Тімм відомий як сценарист та автор дитячих книг.

### Уве Тімм та Україна
Уве Тімм двічі був в Україні:
- у 1998 році у рамках Франкфуртського книжкового ярмарку в Україні у Києво-Могилянській академії представляв роман «Іванова ніч»[12];

- у 2007 році у Київському Goethe-Institut представляв роман «На прикладі мого брата»[13].

## Вибрані твори
- Гаряче літо (роман, 1974);
- Моренга (роман, 1978);
- Пригоди поросятка Руді Рийки (повість, 1989, переклад українською 2006 року);
- Винахід ковбаси карі (роман, 1993);
- Іванова ніч (роман, 1996);

- На прикладі мого брата (роман, 2003);

- Пташине пасовище (роман, 2013)[14].

## Відзнаки та нагороди
- Велика літературна премія Баварської академії образотворчого мистецтва, 2001;

- Літературна премія Шубарта, 2003;

- Премія Еріка Регера, 2003;

- Літературна премія Якоба Вассермана, 2006;

- Премія Наполі, 2006;

- Премія Монделло, 2006;

- Премія імені Генріха Бьолля, 2009;

- Медаль Карла Цукмаєра, 2012;

- Почесна нагорода міста Мюнхена, 2013[15].